# Jesper Duus
Jesper Duus (født 24. november 1967) er en tidligere dansk ishockeyspiller, hvis foretrukne position på isen var højre back. Han har i store dele af sin karriere spillet i udlandet, heriblandt de bedste svenske, tyske og østrigske rækker, før han i 2001 vendte hjem til Danmark og Hvidovre Isbjørnen.
Her spillede han i to sæsoner, før han skiftede til naboklubben Herlev Eagles. Her spillede Duus endnu to sæsoner som spillende træner, før han skiftede til Rødovre Mighty Bulls – hvor han i sin tid fik sin professionelle debut – som en del af klubbens Danish Dream Team-koncept. I 2007 skiftede Duus dog tilbage til Hvidovre, før han igen i 2008 blev præsenteret som ny spiller i Rødovre på en ét-årig kontrakt. Før sæsonen 2009/2010 forlængede han sin kontrakt med ét år.
Duus har i flere år været fast inventar på det danske landshold, men stoppede på landsholdet efter VM i ishockey 2004. Han gjorde comeback på det danske landshold ved VM i ishockey 2010 i en alder af 42 år. Han blev tilbudt en plads på holdet igen i 2011, men endte med at melde afbud på grund af mangel på tid.
Jesper Duus blev NHL-draftet i 12. runde som nummer 241 samlet, af Edmonton Oilers i 1987-draften. Han har dog aldrig spillet i National Hockey League.

## Hæder
Han blev i 2012 optaget i Danmarks Ishockey Unions Hall of Fame.